# Montes Wicklow
Los Montes Wicklow (en irlandés Sléibhte Chill Mhantáin) que también incluyen las montañas al final del suroeste de Dublín, son una cordillera montañosa en el sureste de Irlanda. Están situados en dirección norte-sur desde el sur de Dublín a lo largo del condado de Wicklow y del condado de Wexford. El pico más alto de la cordillera se llama Log na Coille (en inglés, Lugnaquilla), con una altura de 925 m s. n. m., Mullaghcleevaun con 847 metros es el segundo más alto y la cumbre de Kippure es el pico más alto en el condado de Dublín con 757 metros de altitud.
El río Slaney tiene su origen al suroeste de Lugnaquilla y su flujo continúa hacia el sur a lo largo de las laderas occidentales de las montañas en un recorrido de 72 kilómetros antes de entrar en el canal de San Jorge en Wexford. La central eléctrica de Turlough es la única con régimen de almacenamiento de energía hidroeléctrica de bombeo en Irlanda; Está situada entre la carretera R756 a mitad de camino entre Hollywood y Glendalough.
El parque nacional de los montes Wicklow abarca parte de la cordillera que se extiende por la mayor parte del condado de Wicklow en la costa oriental de Irlanda. Las laderas superiores y los picos redondeados están cubiertos por brezo y pantanos. Fue creado por el gobierno en el año 1991 con una superficie inicial de 3.700 hectáreas, que abarcaba las reservas naturales de Glendalough Woods y el vecino Glenealo Valley, ambos establecidos en el año 1988.